# Pisogne
Pisogne is een gemeente in de Italiaanse provincie Brescia (regio Lombardije) en telt 7922 inwoners (31-12-2004). De oppervlakte bedraagt 48,0 km², de bevolkingsdichtheid is 164 inwoners per km².
De volgende frazioni maken deel uit van de gemeente: Fraine, Gratacasolo, Grignaghe, Palot, Sonvico, Siniga, Toline.

## Demografie
Pisogne telt ongeveer 3248 huishoudens. Het aantal inwoners daalde in de periode 1991-2001 met 2,1% volgens cijfers uit de tienjaarlijkse volkstellingen van ISTAT.
| Jaar | Inwoneraantal |
| ---- | ------------- |
| 1991 | 7881          |
| 2001 | 7716          |

## Geografie
Pisogne grenst aan de volgende gemeenten: Artogne, Castro (BG), Costa Volpino (BG), Lovere (BG), Marone, Pezzaze, Pian Camuno, Riva di Solto (BG), Solto Collina (BG), Tavernole sul Mella, Zone.

## Partnerstad
- Konstancin-Jeziorna (sinds 1991)